# Crotta d'Adda
Crotta d'Adda est une commune italienne de la province de Crémone dans la région Lombardie en Italie. La ville est située à environ 60 km au Sud-Est de Milan, et à 15 km à l'ouest de Crémone.

## Administration
| Période                                  | Période | Identité | Étiquette | Qualité |
| ---------------------------------------- | ------- | -------- | --------- | ------- |
|                                          |         |          |           |         |
| Les données manquantes sont à compléter. |         |          |           |         |

### Communes limitrophes
Acquanegra Cremonese, Castelnuovo Bocca d'Adda, Cornovecchio, Grumello Cremonese ed Uniti, Maccastorna, Meleti, Monticelli d'Ongina, Pizzighettone, Spinadesco